# Belgique aux Jeux olympiques d'hiver de 1998
Le Royaume de Belgique participe à ses seizièmes Jeux olympiques d'hiver depuis sa première apparition dans la compétition en 1924 à Chamonix, en France. Un seul athlète, Bart Veldkamp, représentera la nation durant les Jeux. Celui-ci, participant aux épreuves de 1 500, 5 000 et 10 000 m du patinage de vitesse remportera finalement une médaille de bronze, dans cette seconde catégorie.

## Médaillés
| Médaille | Nom           | Sport               | Discipline |
| -------- | ------------- | ------------------- | ---------- |
| Bronze   | Bart Veldkamp | Patinage de vitesse | 5 000 m    |

## Athlètes engagés

### Patinage de vitesse
Le seul athlète belge présent à Nagano, Bart Veldkamp, participant à trois des cinq épreuves du patinage de vitesse masculin, obtient une médaille de bronze au 5 000 m, et termine au pied du podium du 10 000 m. 

#### Hommes
| Discipline | Nom           | Résultats      | Résultats |
| Discipline | Nom           | Temps          | Rang      |
| ---------- | ------------- | -------------- | --------- |
| 1 500 m    | Bart Veldkamp | 1 min 51 s 73  | 17        |
| 5 000 m    | Bart Veldkamp | 6 min 28 s 31  | Bronze    |
| 10 000 m   | Bart Veldkamp | 13 min 29 s 69 | 4         |